# Limmen Bight River
Limmen Bight River är ett vattendrag i Australien. Det ligger i territoriet Northern Territory, omkring 600 kilometer sydost om territoriets huvudstad Darwin.
Omgivningarna runt Limmen Bight River är i huvudsak ett öppet busklandskap. Savannklimat råder i trakten. Genomsnittlig årsnederbörd är 1 169 millimeter. Den regnigaste månaden är mars, med i genomsnitt 348 mm nederbörd, och den torraste är juli, med 1 mm nederbörd.